# Klovska (métro de Kiev)
Klovska (ukrainien : Кловська) est une station de la ligne Sirets'ko-Petchers'ka (M3) du métro de Kiev. Elle est située dans le raïon de Petchersk de la ville de Kiev en Ukraine.
Mise en service en 1989, elle est desservie par les rames de la ligne M3. Le service est arrêté ou perturbé depuis l'invasion de l'Ukraine par la Russie en 2022.

## Situation sur le réseau
Établie en souterrain, la station Klovska, est une station de passage de la Ligne Sirets'ko-Petchers'ka (M3) du métro de Kiev. Elle est située entre la station Palats sportou, en direction du terminus ouest Syrets, et la station Petcherska, en direction du terminus est, Tchervonyï khoutir.
Elle dispose d'un quai central encadré par les deux voies de la ligne.

## Histoire
La station Klovska est mise en service le 31 décembre 1989, lors de l'ouverture à l'exploitation de la section de Palats sportou à Klovs'ka. Elle est conçue par les architectes N. Alyoshkin et A. Krushinsky.

## Services aux voyageurs

### Accès et accueil

Installations
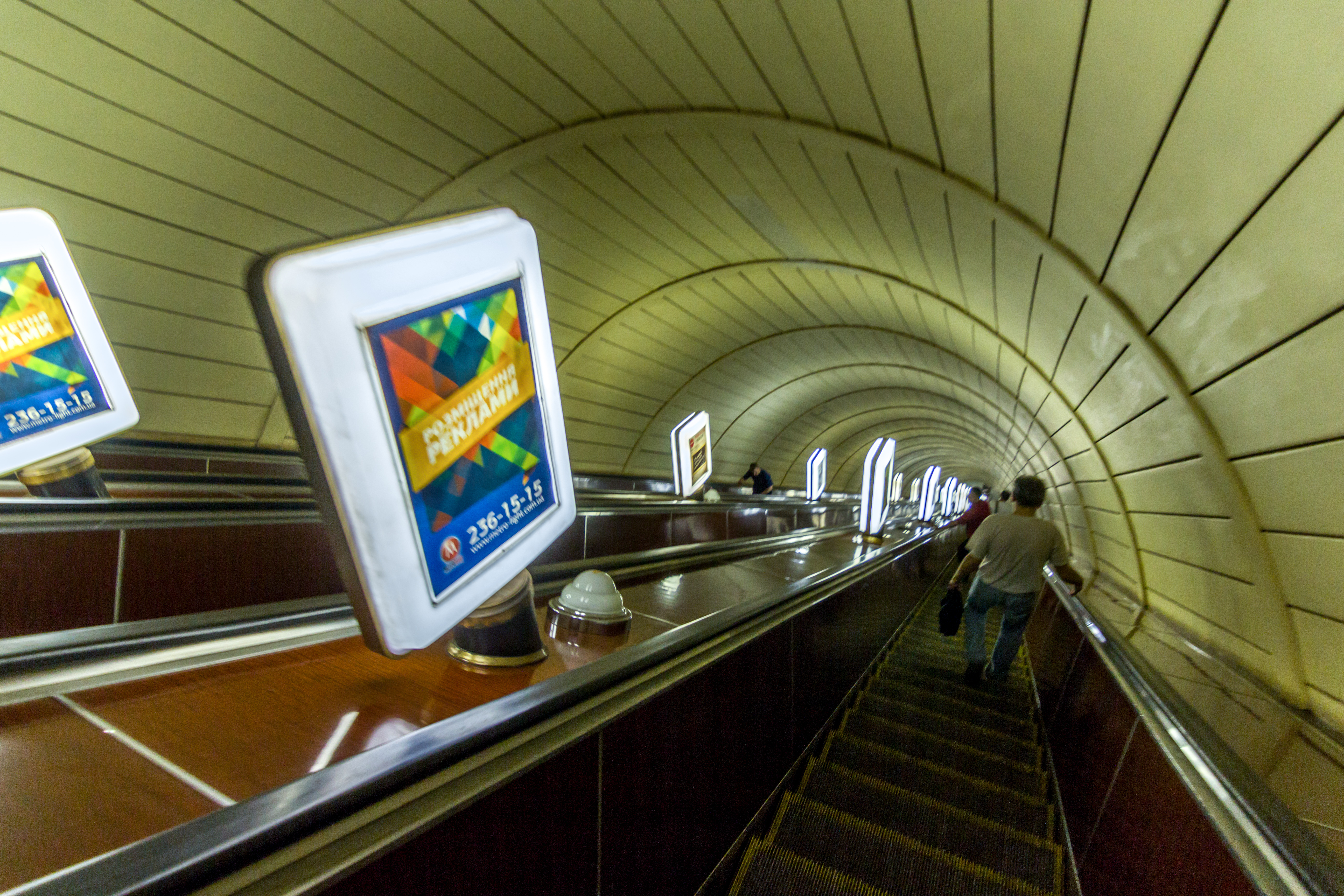

### Desserte
Klovska est desservie par les rames de la ligne M3.

Installations et desserte
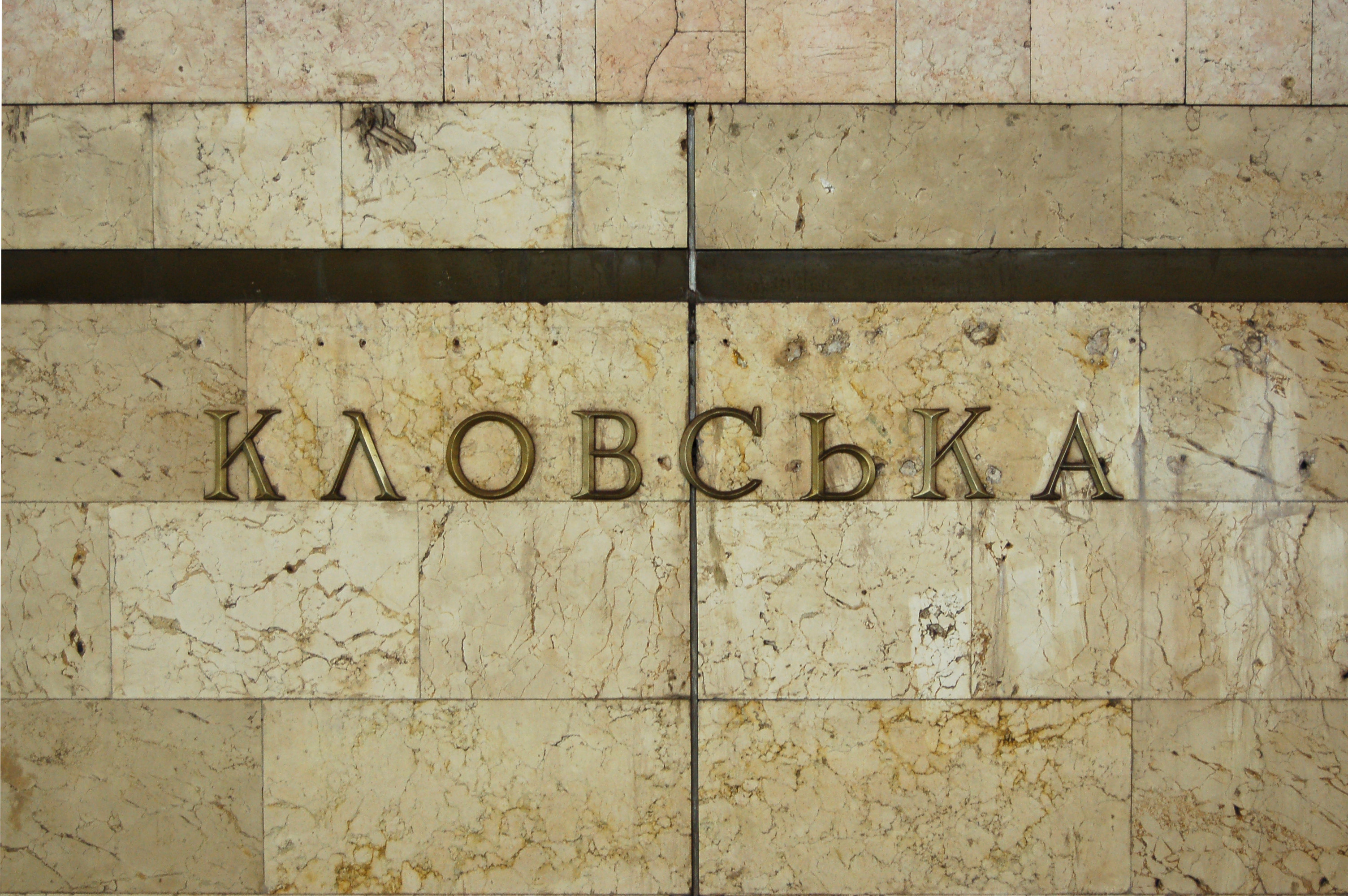
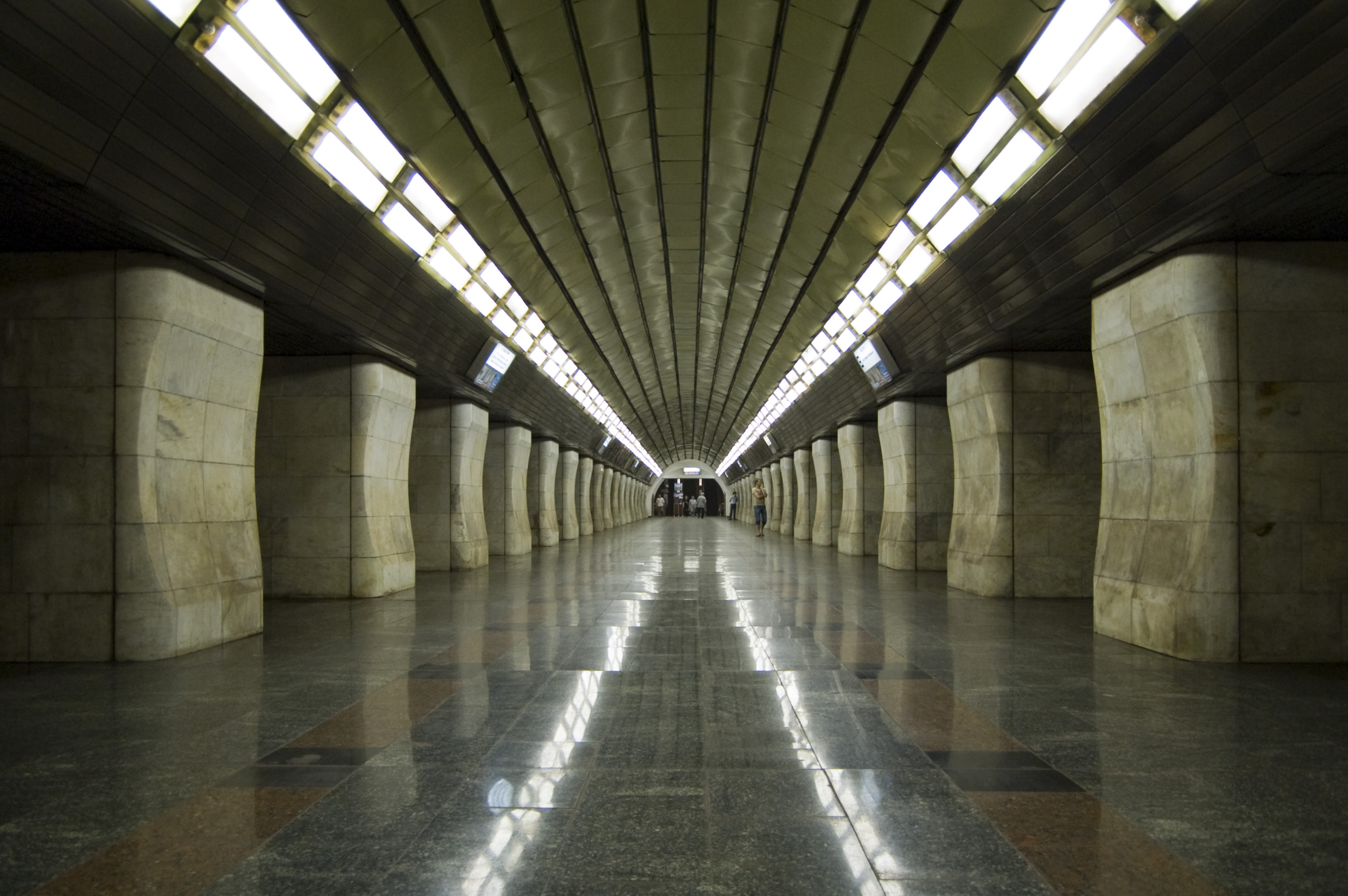
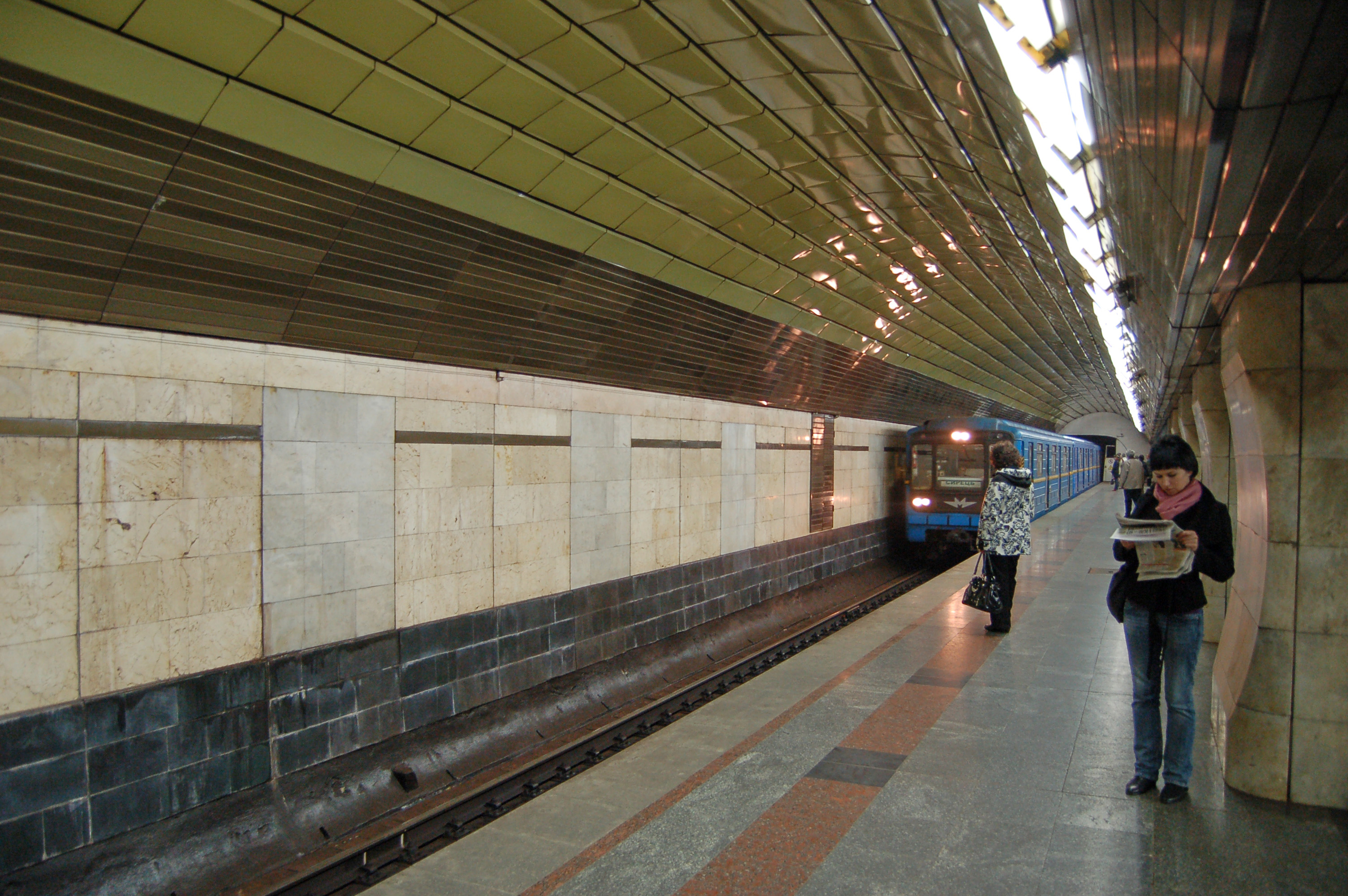